# Lima (Ohio)
Lima es una ciudad ubicada en el condado de Allen en el estado estadounidense de Ohio. En el Censo de 2010 tenía una población de 38.771 habitantes y una densidad poblacional de 1.085,22 personas por km². La ciudad está situada en el noroeste de Ohio a lo largo de la Autopista Interestatal 75, aproximadamente a 116 km (72 millas) al norte de Dayton y a 125 km (78 millas) al sursudoeste de Toledo.
Es la principal ciudad y está incluida en su Área Estadística Metropolitana, que a su vez está incluida en el Área Estadística Combinada de Lima-Van Wert-Wapakoneta. Lima fue fundada en 1831.   
La Fábrica de Tanques del Ejército de Lima, construida en 1941, es la única que produce el M1 Abrams.
Otra fábrica vinculada a la industria metalmecánica, es la Fábrica de Motores de la Ford Motor Company, que desde 1957 fabrica impulsores para la producción local, como de exportación. Los motores surgidos de esta factoría son comúnmente conocidos como "Ford Lima".

## Geografía
Lima se encuentra ubicada en las coordenadas 40°44′26″N 84°6′44″O / 40.74056, -84.11222. Según la Oficina del Censo de los Estados Unidos, Lima tiene una superficie total de 35.73 km², de la cual 35.13 km² corresponden a tierra firme y (1.66%) 0.59 km² es agua.El río Ottawa (un afluente del río Maumee) fluye a través de la ciudad.

## Historia

### Los Shawnee
En los años posteriores a la Revolución estadounidense, los Shawnee eran los habitantes más conocidos de Ohio centro-occidental, aumentando sus números y asentamientos tras el Tratado de Greenville de 1794. Hacia 1817, los Estados Unidos crearon la Reservación de Hog Creek para los Shawnee locales, abarcando porciones de lo que serían los condados de Allen y Auglaize, así como parte de la actual Lima.
La creación de la reservación Shawnee dejó libres otras tierras de la zona para asentamiento, por lo cual en febrero de 1820, el legislativo de Ohio formalmente fundó el Condado de Allen. En 1831, los Shawnee fueron forzados a entregar a los Estados Unidos todas sus tierras de la zona y se les reubicó en Kansas, dejando todo el Condado de Allen abierto para el asentamiento de colonos blancos. El legislativo de Ohio ordenó que se funde una sede de condado. "Lima" fue el resultado de la orden. Su nombre fue idea del Juez Patrick Gaines Goode, que insistió en emplear la pronunciación en castellano por la capital del Perú, pero la pronunciación en inglés ("laimah") prevaleció. Goode propuso este nombre porque un medicamento empleado para prevenir la malaria, que era frecuente en la zona durante la fundación, era fabricado allí.

### Liderazgo y crecimiento
Desde 1831, Lima ha sido el centro de gobierno para el Condado de Allen, el primero de sus tres tribunales siendo construido durante el primer año de existencia de la ciudad. Las bases de la vida urbana surgieron en rápida sucesión. La primera escuela se fundó en 1832. El primer cirujano de Lima, el doctor William McHenry, llegó en 1834. El primer periódico se publicó en 1836. Fue allí donde se organizó oficialmente como ciudad en 1842. Su primer alcalde fue Henry DeVilliers Williams. La primera escuela pública abrió en 1850. El primer tren llegó en 1854, siendo precursor del posterior auge económico.   
En el mismo año, un brote de cólera en Delphos (un pueblo del Condado Allen, al noroeste de la ciudad) se extendió a través del oeste de Ohio central. Los problemas a nivel de condado causados por el suministro de agua contaminada no fueron resueltos hasta 1886, cuando se inició una red municipal de agua potable. Su papel como centro industrial de la región empezó temprano. Los Talleres Agrícolas de Lima empezaron su producción en 1869. La compañía cambió varias veces de nombre y sus líneas de producción a través de los años. En 1882, bajo el nombre de Talleres de Maquinaria de Lima, la empresa construyó la primera locomotora Shay.   
Estimulado por el crecimiento económico en el cercano Findlay, en 1885 el empresario limense Benjamin C. Faurot perforó en su fábrica de papel buscando gas natural. El 19 de mayo descubrió petróleo en lugar de gas. El pozo de petróleo nunca produjo grandes ganancias, pero dio inicio a la industria petrolera al atraer a la Standard Oil de John D. Rockefeller. El campo petrolero de Lima fue el más grande de los Estados Unidos por casi una década.  
El desarrollo económico trajo dinero para promover las artes y el entretenimiento. La Ópera de Benjamin Faurot fue abierta en 1882, una construcción reconocida a nivel nacional y tan impresionante, que los neoyorquinos la usaron como modelo para sus propios teatros. En 1907 se construyó el primer cinematógrafo de Lima.  
A inicios del siglo XX, Benjamin A. Gramm y su amigo cercano Max Bernstein formaron la Compañía Gramm-Bernstein, que fue pionera en la industria de camiones. Durante la Primera Guerra Mundial, Gramm creó el camión Liberty, que a su llegada a Washington D. C. fue bienvenido por el presidente Woodrow Wilson. Miles de estos camiones fueron enviados a Europa para apoyar el avance Aliado.

## Demografía
Según el censo de los Estados Unidos de 2010, había 38771 personas residiendo en Lima. La densidad de población era de 1085,22 hab./km². De los 38 771 habitantes, Lima estaba compuesto por el 67.09% blancos, el 26.45% eran afroamericanos, el 0.29% eran amerindios, el 0.49% eran asiáticos, el 0.02% eran isleños del Pacífico, el 1.23% eran de otras razas y el 4.44% pertenecían a dos o más razas. Del total de la población el 3.66% eran hispanos o latinos de cualquier raza.

## Personalidades destacadas
- Paul Shortino, vocalista de hard rock.
- Ben Roethlisberger, QB Pittsburgh Steelers 2004-Present

## Localidades adyacentes
El siguiente diagrama muestra las localidades adyacentes a un radio de 16 km alrededor de Lima.